# 宮島ボートレース場駅
宮島ボートレース場駅（みやじまボートレースじょうえき）は、広島県廿日市市宮島口一丁目にある広島電鉄宮島線の駅（臨時駅）。

## 概要
宮島競艇場の最寄り駅で、宮島競艇開催日のみ営業する臨時駅である。ただ宮島競艇は場外発売も含めると1週間に5日程度（年間300日程度）開催されているため駅の開設頻度は高く、「開設日が少なく、利用の機会が限られる」というイメージの臨時駅にあっては容易に利用できる。
臨時駅であることから、広電全線で導入されている駅ナンバリングの対象から外れている。

## 歴史
宮島競艇場は1954年（昭和29年）11月に設立された競艇場である。当駅は競艇場が開設される直前、同年10月31日に競艇場前駅（きょうていじょうまええき）として開業している。宮島ボートレース場駅に改称されたのは2019年（平成31年）のことである。

### 年表
- 1954年（昭和29年）10月31日：競艇場前駅として開業[3]。
- 2019年（平成31年）4月1日：宮島ボートレース場駅に改称[6]。
- 2020年（令和2年）
  - 2月28日 - 5月31日：新型コロナウイルス感染拡大に伴う宮島競艇含む全競艇場無観客開催措置に伴い、臨時停車を中止[7]。
  - 6月3日：緊急事態宣言解除に伴い、同日からの開催節より宮島競艇の無観客措置も解除された為、営業を再開。
  - 6月23日 - 6月28日：この期間に開催されたSG第30回グランドチャンピオン決定戦競走にてクラスター（集団感染）が予想された為、再度無観客開催措置が取られた事から、同期間に限り再度臨時停車を中止。
- 2021年（令和3年）9月6日：線路移設工事のため、宮島口行きのホームを五日市側に移設。
- 2024年（令和6年）4月20日：広島方面のホーム美装化工事完了。

## 駅構造

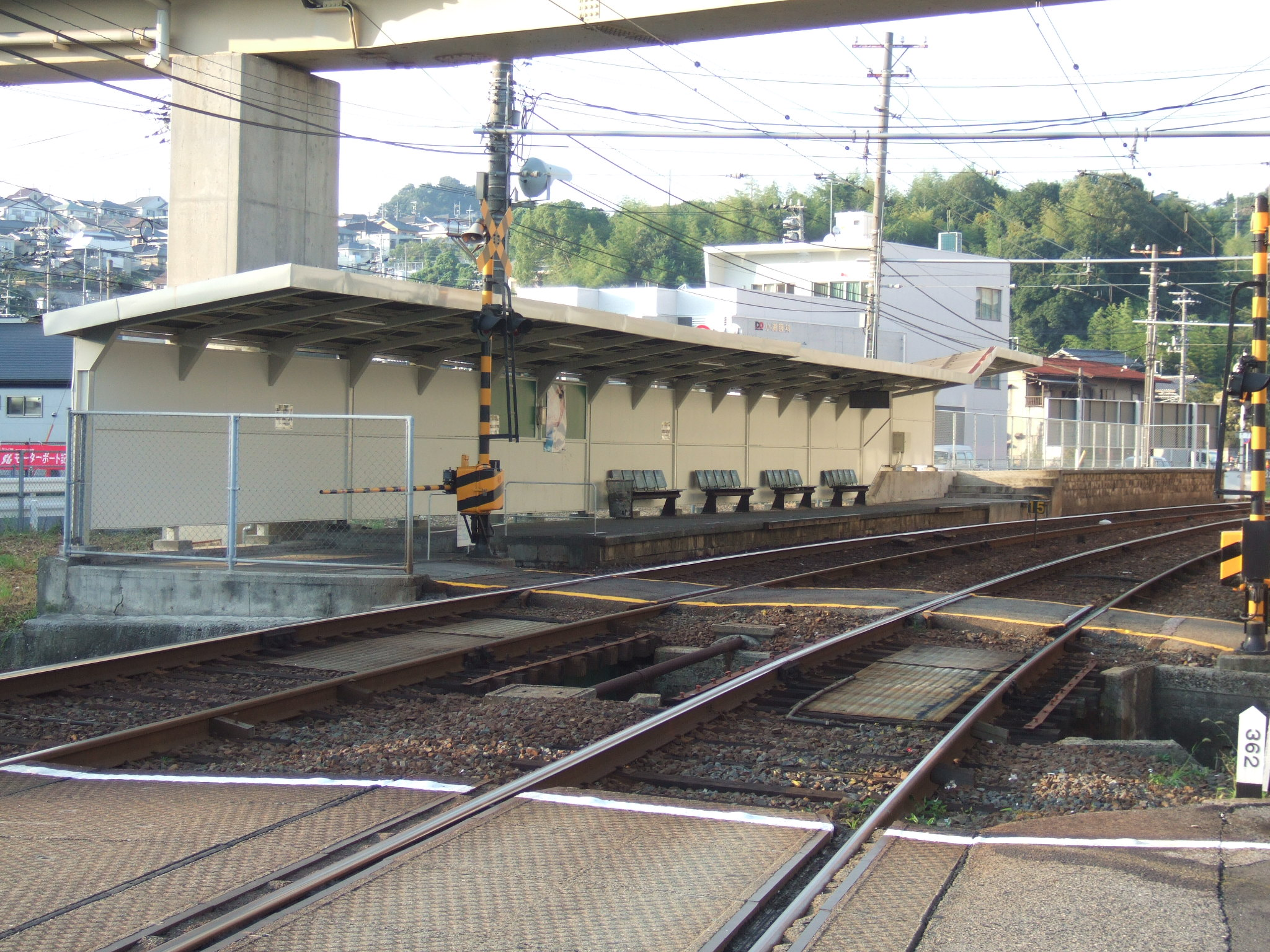
広電西広島駅方面ホーム

当駅はホームが地面に接して置かれる地上駅という形態で、相対式ホーム2面2線を有する。以前は互いのホーム位置は斜向かいにずれていて、路線の起点から見て手前に広電西広島（己斐）駅方面へ向かう上りホーム、奥に広電宮島口駅方面へ向かう下りホームがあり。上りホームの宮島口方と下りホームの西広島方の間には踏切があった。
線路移設工事に伴い、下りホームが広島側に移設されたため、現在は上りホームと向かい合うように配置されている。
上りホームには屋根とベンチが備え付けられ、電車接近表示器および構内踏切が設けられている。構内踏切は営業時間外には動作せず、遮断機が下りたままとなる。対して、下りホームには屋根やベンチの類は設置されていない。現在は上りホームのみ、かつて宮島線内で運行されていた鉄道車両専用の高床ホームが残されていて、床の位置が高くなっている箇所がある。

## 利用状況
各年度の「移動等円滑化取組報告書（鉄道駅）」によると、近年の1日平均乗降人員は以下の通りである。
| 年度                | 1日平均 乗降人員 |
| ------------------- | ---------------- |
| 2019年（令和 元年） | 非公開           |
| 2020年（令和02年）  | 非公開           |
| 2021年（令和03年）  | 非公開           |
| 2022年（令和04年）  | 343              |
| 2023年（令和05年）  | 385              |
| 2024年（令和06年）  | 289              |

## 駅周辺
駅は宮島競艇場の正門前に位置する。隣駅で宮島線の終点である広電宮島口駅とは200メートルしか離れておらず、西日本旅客鉄道（JR西日本）山陽線の宮島口駅も徒歩圏内にある。

## 隣の駅
広島電鉄
■宮島線
広電阿品駅 (M37) - 宮島ボートレース場駅 - 広電宮島口駅 (M38)